# معالجة سطحية للمعادن
حماية أسطح المعادن من التآكل والاكسدة هي عملية يُعالج فيها سطح المعدن، لأإزالة الثلوث منها وذلك بهدف الحفاظ على  الصحة العامة، فقد تنتقل هذه المواد الملوثة إلى جسم الإنسان، عن طريق الأغذية والمياه، مما قد تسبب أمراض خطيرة على الصحة كمرض التسمم المعدني، لذلك يجب اتخاذ وسائل تدبيرية لمعالجة هذه الأسطح المعدنية.

## أهداف المعالجة السطحية
1. زيادة مقاومة التعب.
2. التحكم في الكسر والتآكل.
3. تحسين مقاومة الصداد.
4. تغير الخواص الفيزيائية مثل التوصيلية والمقاومة.
5. تعديل الأبعاد.
6. تقليل التكاليف.

## معالجة السطح بالتغليف
1. التغطية العضوية تستخدم في الدهانات والأسمنت أو يتم وضع مسحوق بدرة ذو تزيت سطح المعدن
2. التغطية الغير عضوية:- وهذ النوع يتمثل في الطلاء الكهربى والطلاء بالفقد الكهربى والشرش الحرارى والتسخيم العميقة والتصلد الوجهى للمعدن مثل الزجاج والخذفيات

## تصلد الأسطح
تكوين سطح يقاوم التآكل وقلب يمتص الصدمات مثل عمود المرفق للتقسية السطحية اعتماداًعلى نسبة الكربون في الصلب زيادة نسبة الكربون في سطح المعدن المحتوى علي القليل من الكربون المعالجة الحرارية للمعادن بالتسخين باللهب التي تحتوى علي نسبة عالية أو متوسطة من الكربون وتجرى عملية تصلد الأسطح بأشكال مختلفة:
1. الكربنة
2. النتردة
3. السيندة
4. التغليف بالكروم
5. التغليف بالسليكون Siliconizing
6. التقسية باللهب Flame hardening
7. التقسية بالحث الكهربي Induction hardening
8. التقسية بالكروم

تختلف عملية التقسية بالكروم عن بقية عمليات التقسية في أن كربيد الكروم يذوب مع السطح ليحول الطبقة السطحية إلى (Stainless Steel) وهذه الطبقة تتصف بصلابة عالية جداً ومعامل احتكاك منخفض للغاية - ويستخدم في أذرع المكابس الهيدروليكية – أعمدة المضخات. وتستخدم لتحسين مقاومة التآكل، المقاومة الحرارية للمعادن، ويمكن إجراء عملية التقسية لمعادن مختلفة وليس للحديد فقط، مثل الكوبالت، موليبديم، نيكل، تنجستن.
والاستخدام الرئيسي لعملية التقسية بالكروم هي في عمل سطح مقسى للمعادن الحديدية والتي تحتوى على نسبة كربون أكبر من 0.6% ، ولا بد وأن يحتوى المعدن على هذه النسبة ليمكن تحويل سطحه إلى (Stainless Steel)
-وتتم العملية في درجة حرارة تتراوح بين 1650- 2000 ºف ويكون الكروم في شكل غازى يخترق المعدن ليحوله إلى (Stainless Steel)

## طلاء تغليف السطح بالفوسفات:-
هو عملية تبادل كيميائي على سطح المعدن باستخدام التحليل الكهربى وذلك لإنتاج طبقات رقيقة على السطح تكون سريعة الالتصاق وتكون هذه الطبقة من الفوسفات نستطيع تكوين بلولات ** الفوسفات على سطح المعادن مثل الزنك، الحديد، فوسفات المنجنيز وهذه الطريقة متاحة لتطبيقات التأكل.
والطلاء الفوسفاتى يكون عادة مطبقاً على الحديد مثل [ Carbon steel ،Cast iron ،
Low Allay Steel]
وتستطيع أيضاً تطبيقه على الزنك والكادميوم والألومنيوم.

## •	طلاء تغليف السطح بالكروم:-
هذه العملية مماثلة للفسفتة: عملية تبادل كميائي وتتكون بواسطة رد فعل الماء المحلل من أكسيد الكروم أو ملح الكرومات تستطيع تطبيق التغطية على الألومنيوم، الزنك، الكادميوم، الماغنسيوم.
تمتلك هذه الطريقة مميزات عديدة من أهمها أن المعدن مقاوم لعوامل التآكل الجوي.
يستخدم في طلاء مقابض الأبواب والمسامير وعناصر صغيرة داخل وحدة الكمبيوتر.

### •	مميزات هذه الطريقة:-
1- عملية غير مكلفة ميكانيكياً.
2- إعطاء حماية أكيدة من الصداء للأجزاء المستخدمة ميكانيكياً.
3- موصل للكهرباء.
4- الأبعاد الهندسية ثابتة بعد التصنيع.
5- الدهان من النوع الجيد يكون سريع الالتصاق ولكن الخدش الميكانيكى محسوس.

## الطلاء بالكهرباء
هذه الطريقة تعتمد على الجهد الكهربى حيث يتم التفاعل الكيميائي عن طريق مزود تيار كهربى حيث نجد أن عناصر الجدول الدورى مرتبة حسب تركيزها وحسب نشاطها الكيميائي حيث يحل المعدن الأكثر نشاطاً محل المعدن الأقل نشاطاً ولكن لا يصلح لكل المعادن.

### مثال
عند وجود محلول به عنصر يراد ترسيبه لابد أن يسبق المعدن المراد طلاؤه
- هذه العملية بطيئة ويتراوح سمكها ما بين 12 – 25 ميكروميتر وقد تصل إلى 50 ميكروميتر
- يمكن الحصول على سطح جيد من هذه العملية وذلك لأنها تعتمد على التفاعل الكيميائي فقط وهذه الطريقة أفضل من الطلاء الكهربى لأنه في الطلاء الكهربى قد يزيد التيار في منطقة دون أخرى فيغير من شكل ولون المعدن لذلك لابد من تقليب المحلول.
- ذات صلادة عالية تصل إلى ما بين 43 – 55
- أكثر السبائك التي تستخدم فيها تلك الطريقة (النيكل والنحاس)

## •	الطلاء الصلد:-
هذه العملية تشبه اللحام حيث يوجد معدن يراد صهره مع معدن آخر وسمكها يتراوح ما بين 3 – 5 ميكروميتر وقد نحصل على طبقة أو طبقتين من تلك العملية.

### مثال
على ذلك في حالة وجود قضيب وفيه مكان معين يحتاج إلى صلادة ومن الصعب تغييره أو قد يكون مكلف يتم عمل (hard Facing) حيث نحضر أسياخ لحام ذات صلادة عالية أعلى من القضيب ويتم صهر وبذلك ترتفع صلادة القضيب .
ويستخدم في ذلك سبائك الحديد المحتوية على نسبة عالية من الكوبلت حيث أن الكمية التي تنزل منها كبيرة بعدها يتم عمل تشغيل المعدن.

## •	الكربنة (Carburizing)
1 -الكربنة: وهي أقدم وسيلة لإنتاج سطح مقسى من الصلب الذي يحتوى على كربون قليل

### - وصف عملية الكربنة
في عملية الكربنة يسخن الصلب المحتوى على نسبة قليلة من الكربون عادة أقل من 0.25% كربون إلى درجة الاحمرار.
ويكون في نفس الوقت ملامس لبعض المواد الكربونية والتي تكون إما في صورة صلبة أو سائلة أو غازية.
-وفي درجة حرارة معينة يتحد الصلب مع نسبة من الكربون، ويخترق الكربون سطح المعدن ليكون مزيج متجمد مع الحديد ويتكون سطح غني بالكربون، وباستمرار العملية ينفذ الكربون إلى داخل الجزء الجار كربنته
-ويعتمد عمق السطح المقسي على طول الفترة الزمنية والحرارة المستخدمة.
تعتبر الكربنة من أحد أقدم أساليب إصلاد سطح الفولاذ وأرخصها كلفة. تستند المعاملة على قابلية الكربون على الانتشار والنفاذ إلى الفولاذ في طول الإستنايت، أي لدى تسخينه إلى ما فوق درجة (A3). وتتم المعاملة بإحاطة الفولاذ بمواد كربونية مناسبة ومن ثم تسخينه إلى منطقة الأوستنايت لفترة زمنية كافية لتكوين طبقة مشبعة بالكربون على سطح الفولاذ وبسمك كافٍ.
بالإمكان حساب السمك أو العمق الذي سوف ينفذ إليه الكربون بواسطة المعادلة التالية:
X = 2 √ Dt
حيث أن:
X = السمك أو العمق (سم).
D = معاملة الانتشار (سم2 / ثانية).
T = الفترة الزمنية للانتشار (ثانية).
بالإمكان كتابة المعادلة أعلاه كما يلى:
العمق أو السمك = k/t (في درجة حرارة ثابتة).
حيث: D = k2
تعطى المعادلة الأخيرة الفترة الزمنية الضرورية للحصول على عمق أو سمك معين يمكن تنفيذ معاملة الكربنة بأحد الأساليب الثلاث التالية:

### 1- الكربنة في وسط صلب
تجرى هذه المعاملة بوضع المعدات المراد كربنتها في صندوق فولاذى محكم الإغلاق، محاطة بمادة الكربنة بشكل يسمح أن تكون كل قطعة محاطة بسمك يساوى حوالى (50 ملم) من المادة. يسخن الصندوق إلى درجة حرارة الكربنة (875 - 925 °م) ويترك في هذه الدرجة لفترات زمنية قد تبلغ الثمان ساعات استناداً إلى السمك المطلوب. يقوم الأوكسچين الموجود في محيط الصندوق بأكسدة الكربون كما يلى:
2C2 ←	C + O2
ويقوم غاز أول أوكسيد الكربون الناتج بتحرير ذرات الكربون على سطح الفولاذ الساخن كما يلى:
C2 + CO2←	CO

ويقوم غاز أول أوكسيد الكربون الناتج بتحرير ذرات الكربون على سطح الفولاذ الساخن كما يلى:

يمتص سطح الفولاذ هذه الذرات وذلك بالانتشار بين ذرات الحديد في الشبكة الحيزية. بالإمكان استعمال الفحم الخشبى للكربنة، إلا أن سرعة الكربنة تزداد عملياً بإضافة عامل منشط إليه. أكثر العوامل المنشطة استعمالاً هو كربون الصوديوم أو الباريوم، التي تضاف إلى مسحوق الفحم الخشبى بنسبة حوالى (10 – 15 %). تتحلل هذه الكربونات في درجة حرارة الكربنة كما يلى:
CO3 + BaO →	BaCO3

يتفاعل ثاني أكسيد الكربون الناتج مع الفحم مكوناً أول أوكسيد الكربون:
2CO →	C + CO2
لدى الحاجة إلى حماية أجزاء معينة من المعدات من الكربنة، يجرى طلاؤها كهربائياً بطبقة رقيقة من النحاس لا يتجاوز سمكها (0.075 – 0.10 ملم)، حيث أن النحاس لا يُذيب الكربون في درجة حرارة الكربنة.

### 2 – الكربنة في وسط سائل
تجرى هذه المعاملة بغمر المعدات المراد كربنتها في خليط منصهر من الأملاح يحوى (20 - 25 %) سيانيد الصوديوم مع حوالى (40 %) من كربونات الصوديوم وكميات مناسبة من كلوريد الصوديوم أو الباريوم. يمرر الخليط في بوادق خاصة تحت درجات (870 – 950 ° م) وتغمر فيها المعدات الموضوعة داخل سلة سلكية لفترات زمنية تتراوح بين خمس دقائق إلى حوالى الساعة الواحدة استناداً إلى السمك المطلوب. تستعمل هذه الطريقة لدى الحاجة إلى سمك رقيق للطبقة المكربنة بمقدار (0.1 – 0.25 ملم)، إلا أنه بالإمكان الحصول على سمك يبلغ حوالى (0.5 ملم) بهذه الطريقة والتي يكثر استعمالها للمعدات الصغيرة الحجم. وتعتبر الطريقة اقتصادية، حيث أن الفترة الضرورية للتسخين تكون قصيرة نسبياً بسبب ارتفاع التوصيل الحرارى بين السائل والمعدات. ويعتقد بأن التفاعلات التي تجرى أثناء المعاملة هي كما يلى:
(5) 2NaCNO2 	NaCN + O2
حيث يتأكسد سيانيد الصوديوم على سطح الخليط المنصهر ثم ينفذ إلى داخل المنصهر ويتحلل على سطح الفولاذ كما يلى:
(6) 4NaCN + 2Na2CO3 + 2CO + 4N8 	NaCNO
ويتحلل أول أوكسيد الكربون الناتج إلى ذرات الكربون وثانى أوكسيد الكربون. تنفذ ذرات الكربون هذه إضافة إلى ذرات النيتروچين إلى سطح الفولاذ مكونة محلولاً جامداً تداخلياً. تساهم ذرات النيتروچين أيضاً في إصلاد السطح، كما سنبين لاحقاً. من مساوئ هذه الطريقة كون المواد المستعملة أي السيانيد سامة ومضرة بالصحة. لذا لابد من اتخاذ إجراءات السلامة الصناعية الضرورية في مثل هذه الحالات.

### 3- الكربنة في وسط غازى
تعتبر هذه الطريقة أكثر الطرق استعمالاً وخاصة لأغراض الإنتاجية الكبيرة، ولمقادير منخفضة من سمك الطبقة المكربنة. من مزايا هذه الطريقة نظافتها وانخفاض تكاليف المعدات الضرورية لها. إضافة إلى الإمكانية الجيدة في التحكم في نسبة الكربون النافذة إلى السطح بصورة أفضل من الطرق السابقة. تسخن القطع المراد معاملتها في درجة (900 °م) لمدة (3 – 4 ساعات) في وسط يحوى غازات تحرر ذرات الكربون على سطح الفولاذ. يتكون الوسط الغازى، بشكل أساسي، من مزيج من غاز الميثان (CH4) والبروبان (C3H8). يحرق هذا المزيج جزئياً داخل الفرن أو يضاف إلى غاز يقوم بتخفيفه ونقله خلال الوسط الغازى. وتتكون الغازات الناقلة عادة من مزيج من غاز النتروچين والهيدروجين وأول أوكسيد الكربون. ويكون أول أوكسيد الكربون العامل الأساسي في هذا الوسط، كما هي الحال في الطريقتين السابقتين. يحدث التفاعل التالي على سطح الفولاذ.
(7) CO2 + C2 	 CO
تنتشر ذرات الكاربون متغلغلة إلى داخل حبيبات الأوستنايت. يحرر الميثان الموجود في الوسط الغازى أيضاً ذرات الكربون وكما يلي:
(8) 2H2 + 2C 	CH4
يتفاعل ثاني أوكسيد الكربون الناتج من التفاعل رقم (7) غالباً مع الميثان:
(9) 2H2 + 2CO 	CO2 + CH4
وبذلك فإن تركيز أول أوكسيد الكربون سوف يبقى ثابتاً، بحيث أن العملية تستمر دون توقف. هنالك أبحاث وتجارب مستمرة لغرض تطوير معاملات الكربنة وجعلها أسرع وأقل كلفة. ومن هذه التطويرات استعمال ما يسمى الكربنة بالبلازما، إضافة إلى محاولات جادة لاستعمال أشعة الليزر في هذا المجال.

### أنواع الفولاذ المستعملة لمعاملة الكربنة
1- يستعمل الفولاذ الكربونى المنخفض الكربون (0.2 %) في معاملة الكربنة إذا كان الغرض منها تحقيق أقصى متانة ومطيلية في المركز. لدى الحاجة إلى مقاومة أعلى في المركز يفضل استعمال الفولاذ الكربونى ذو نسبة (0.3 % (كربون. ويستعمل أيضاً الفولاذ الحاوى على المنغنيز بنسبة حوالى (1.4 %)، حيث أن هذا المعدن يسهل عملية الكربنة بسبب تثبيتة للسمنتايت كما أنه يحسن من قابلية الاصلاد، إلا أنه يزيد من ناحية أخرى من احتمال حدوث تشقق الإخماد. يجب أن تكون نسبة السليكون في الفولاذ دون (0.35 %)، حيث أنه يعيق الكربنة ويساعد على جرفتة السمنتايت.
2- يحتوى الفولاذ السبائكى المؤهل للكربنة إضافة إلى الكربون، على النيكل بنسبة (4.5 %) والكروم (1.5 %) والمولبدنوم (0.3 %). تساعد عناصر السبك هذه على الحصول على مقاومة أعلى في المركز دون فقدان المطيلية أو المتانة. كما يمكن إضافة إلى ذلك استعمال الإخماد في الزيت بعد الكربنة لغرض الاصلاد، حيث أن سرعة التبريد الحرجة تكون منخفضة في هذه الأنواع من الفولاذ بسبب وجود عناصرالسبك، وبالتالى يمكن التقليل من خطورة تشقق الإخماد. ويؤدى النيكل مهمة هامة في الفولاذ المكربن، حيث أنه يحد من النمو الحبيبي وبذلك ينتج فولاذاً صغير الحبيبات بعد الكربنة. ويساعد الكروم على زيادة الصلادة ومقاومة الاحتكاك على سطح الفولاذ، كما أنه يساعد على تثبيت السمنتايت. يجب أن تكون الإضافات من الكروم محدودة، حيث أنه يشجع على النمو الحبيبي مع ما يصحب ذلك من فقدان المطيلية. الجدول رقم (10) يبين أنواع الفولاذ المستعملة لعملية الكربنة.

### •	المعاملات الحرارية بعد معاملة الكربنة
لدى إجراء معاملة الكربنة بصورة صحيحة ودقيقة فإن المركز يبقى منخفض الكربون (0.1 – 0.2 %)، بينما يفضل أن لا تتجاوز نسبة الكربون في السطح نسبة (0.8 %). إذا زادت نسبة الكربون في السطح على هذه النسبة تكون حلقة من المسنتايت حول البرلايت مسببة تقصفاً على حدود الحبيبات يؤدى إلى تقشر السطح أثناء الخدمة، إضافة إلى احتمال حدوث فشل الكلال. كما أن ارتفاع نسبة الكربون في السطح إلى (1.0 %) فما فوق يؤدى إلى انخفاض صلادة السطح بعد الإخماد نتيجة تكوين الاوستنايت المتبقى. بعد كربنة الفولاذ لابد من معاملته حرارياً لغرض زيادة مقاومة ومتانة المركز وزيادة صلادة السطح. كما يجب معاملته حرارياً لتصغير الحجم الحبيبي الذي ينمو بشكل مفرط نتيجة تسخين الفولاذ لفترات طويلة في درجات حرارية عالية. تحتاج القطع المكربنة بسمك كبير إلى معاملة حرارية مزدوجة، إحداهما لغرض تصغير الحجم الحبيبي في السطح والمركز، والأخرى لإصلاد السطح وزيادة متانة ومقاومة المركز. فيما يلى مجمل المعاملات الحرارية التي تجرى عادة على الفولاذ المكربن.

#### 1- تصغير الحجم الحبيبي في المركز
يعامل الفولاذ المكربن أولاً لتصغير الحجم الحبيبي في المركز لغرض زيادة متانته. ويتم ذلك بتسخين الفولاذ إلى ما فوق درجة (A3)، أي حوالى درجة (880 °م). حيث تتحول البنية الكبيرة الحبيبات صغيرة من الاوستنايت. ثم يبرد الفولاذ بالإخماد السريع في الماء، بحيث أن بنية المركز تتحول إلى مزيج ناعم الحبيبات من الفرايت والبرلايت والمارتنسايت. تعتبر درجة الحرارة هذه (880 °م) عالية بالنسبة للسطح، لذا فإن بنية السطح سوف تتكون من حبيبات خشنة من الاوستنايت قبل الإخماد مباشرة، بحيث أنها تتحول إلى المارتنسايت الكبير الحبيبات والقصف بعد الإخماد. لذا يصبح من الضرورى إجراء معاملة حرارية أخرى للسطح، كما ذكرنا.

#### 2- تصغير الحجم الحبيبى في السطح
يعاد تسخين الفولاذ المعامل كما بينا إلى درجة حوالى (760 °م) بحيث أن المارتنسايت الكبير الحبيبات يتحول إلى حبيبات ناعمة من الاوستنايت. يؤدى الإخماد اللاحق في الماء إلى الحصول على بنية مارتينسية صغيرة الحبيبات. ويتعرض المارتنسايت المتكون خلال المعاملة الأولى إلى المراجعة في هذه الدرجة، والتي تناظر النقطة (ج) في الشكل رقم (28)، فيتحول إلى حبيبات صغيرة من الاوستنايت مغمورة في طور الأساس من الفرايت. ويؤدى الإخماد الثاني إلى تكوين بنية من المارتنسايت المغمور في الفرايت ومحاط بحبيبة البينايت. بالإمكان التقليل من كمية المارتنسايت المتكون في المركز، وذلك بتسخين الفولاذ سريعاً خلال نطاق درجة الحرارة (650 °م – 760 °م) من ثم إخماده في الماء مباشرة تؤدى هذه المعاملة إلى تكوين بنية تتكون أساساً من الفرايت والبينايت وتمتاز بمتانة ومقاومة صدمة أعلى ويتم أخيراً مراجعة الفولاذ في درجة (160 – 220 °م) وذلك لإزالة جهود قد تكون موجودة في السطح. الشكل رقم (28) يجمل المعاملات الحرارية المذكورة أعلاه والمستعملة للمعدات الهامة والتي قد تتعرض إلى ظروف استخدام عنيفة نسبياً، وهي المعدات التي تتم كربنتها إلى سمك كبير. تستعمل معاملات حرارية أخرى أقل كلفة وأكثر اختصاراً للزمن للمعدات الأقل أهمية والتي تكربن بسمك قليل. وتعامل المعدات الرقيقة السمك بالإخماد في الماء مباشرة بعد الكربنة ومن درجة حرارة الكربنة. وتمتاز هذه المعدات بأن النمو في حجمها الحبيبي يكون طفيفاً نظراً لقصر الفترة الزمنية للكربنة، حيث أن السمك المكربن لا يتجاوز (0.5 ملم).
وتعامل المعدات المكربنة بسمك يترامح بين (0.5 – 1.25 ملم) بتبريدها بطيئاً من درجة حرارة الكربنة ثم إعادة تسخينها إلى درجة (820 °م) والإخماد في الماء، وأخيراً مراجعتها في درجة (160 – 220 °م). يكون السطح صلداً بعد المعاملة رغم كبر حجمه الحبيبي بعض الشئ وتتكون بنية من المارتنسايت والبينايت والفرايت.
تكون المعدات المكربنة بالكربنة الغازية أكثر ملاءمة للمعاملة الحرارية بعد الكربنة، حيث تتم المعاملة في درجة حوالى (900 – 940 °م) للحصول على نسبة الكربون تساوى (0.8%) على السطح بعد الكربنة تنخفض درجة حرارة الفرن إلى (830 °م)، ويتم الإخماد المباشر في الماء لاحقاً.

| المعاملات الحرارية                              | السطح                                                                                                | المركز |
| ----------------------------------------------- | --- | --- |
| أ- يلائم بشكل خاص الفولاذ الناعم الحبيبات.      | الحجم الحبيبي صغير، الكربيد الفائض لا يذاب.                                                          | لا يصغر الحجم الحبيبي ويكون المركز ليناً وقابلاً للتشغيل.                                                    |
| ب- يلائم بشكل خاص الفولاذ الناعم الحبيبات.      | الحجم الحبيبي ينمو بعض الشئ إذا به بعض الكربيد الفائض.                                               | يصغر الحجم الحبيبي جزئياً ويكون المركز أقوى وأمتن من المعاملة (أ).                                          |
| ج- يلائم بشكل خاص الفولاذ الناعم الحبيبات.      | يذيب الكربيد الفائض، ويشجع على تكوين الاوستنايت المتبقى في الفولاذ العالي السبائك.                   | يصغر الحجم الحبيبي المركز يمتلك أقصى مقاومة وصلادة ويعطى جمعاً أفضل بين المقاومة والمطيلية من المعاملة (ب). |
| د- أفضل معاملة للفولاذ ذى الحجم الحبيبي الكبير. | يصغر الحجم الحبيبي يذيب الكربيد الفائض، ويحدد الاوستنايت المتبقى.                                    | يصغر الحجم الحبيبي المركز لين وقابل التشغيل ذو أقصى متانة ومقاومة صدمة.                                    |
| ه- يلائم الفولاذ الناعم الحبيبات فقط.           | لا يصغر الحجم الحبيبي ولكنه يذيب الكربيد الفائض، يكون الاوستنايت المتبقى يحد من التشويه إلى حد بعيد. | لا يصغر الحجم الحبيبي، ولكنه بصلد المركز.                                                                  |
| و- يلائم الفولاذ الناعم الحبيبات فقط.           | يصغر الحجم الحبيبي ويذيب الكربيد الفائض، ويحد من تكوين الاوستنايت المتبقى.                           | لا يصغر الحجم الحبيبي متانة لا بأس بها في المركز.                                                          |

## •	النتردة (Nitriding)
تشبه هذه المعاملة معاملة الكربنة، من حيث نفاذ وانتشار ذرات النيتروچين، كما هي الحال مع ذرات الكربون، إلى سطح الفولاذ المسخن في جو مشبع بهذه الذرات. وفي حين أن الإصلاد الناتج في الكربنة يعتمد على تكوين السمنتايت الصلد، فإن الأصلاد الناتج من معاملة النتردة يعتمد على تكوين النتريدات الصلدة. بالإمكان إصلاد سطح أنواعاً متعددة من الفولاذ بواسطة النتردة، إلا أن الصلادة العالية في السطح تنتج فقط لدى النتردة أنواع من الفولاذ تحوى عناصر سبك مثل الألمنيوم والكروم والمولبدنوم أو الفناديوم، وهي جميعاً عناصر تستطيع تكوين نتريدات صلدة ومستقرة لدى ملامستها لذرات النتروچين على سطح الفولاذ.
الشكل رقم (29) يبين بأن الحديد يستطيع إذابة حوالى (%0.1) من النتروچين في درجة (590 °م) وأنه فوق هذه النسبة يكون نتريدات الحديد الصلدة (Fe4N) والمؤشرة على المخطط بالرمز (v). وتجسد هذه الحقيقة اختلافاً جذرياً بين معاملتى الكربنة والنتردة، ففى حين أن الكربنة لا تجرى إلا أذل كان الفولاذ في طور الاوستنايت، يمكن أن تجرى والفولاذ في طور الفرايت، أي في حوالى (500 °م)، كما يتضح من الشكل نفسه ونظراً لإمكانية إجراء النتردة في هذه الدرجات المنخفضة، لذا فإنها تعتبر من العمليات النهائية، أي التي تجرى على الفولاذ كمرحلة نهائية وبعد إنجاز كافة العمليات الأخرى.
توضع المعدات المراد نتردتها في أفران محكمة الإغلاق في درجة (500 °م) ولفترات زمنية تتراوح بين (10 – 100 ساعة) استناداً إلى السمك المراد تحقيقه، ثم يمرر غاز الأمونيا داخل الفرن. يتحلل جزء من هذا الغاز كما يلى:
3H + N ←	NH3

يمتص الفولاذ جزءاً من ذرات النتروچين المتحررة مكوناً النتريدات مع الحديد والعناصر الأخرى المذكورة أعلاه إن وجدت .
إن نتردة الفولاذ الكربونى الصرف تنتج صلادة معتدلة نسبياً ولا تتجاوز (400) صلادة فيركز ويعود ذلك إلى أن ذرات النتروچين تنتشر بسرعة متغلغلة إلى أعماق كبيرة داخل الفولاذ، بحيث أن الصلادة على السطح تكون منخفضة .
ونظراً لأن الألمنيوم وإلى حد ما أيضاً الكروم والفناديوم والمولبدنوم، يمتاز بميله الشديد إلى الاتحاد مع النتروچين، لذا فإنه يمنع انتشاره إلى أعماق كبيرة ويكون نتريدات صلدة جداً قرب السطح مباشرة منتجة بذلك طبقة منتردة صلدة للغاية ولكنها رقيقة ولا يتجاوز سمكها (1.0 ملم).
ويساعد الكروم أيضاً في زيادة صلادة السطح نتيجة تكوينه نتريدات الكروم. ونظراً لأن هذه الأخيرة تتكون في أعماق أكبر من نتريدات الألمنيوم، لذا فإنها تساعد في تفادى الانتقال المفاجئ وغير المتدرج من سطح صلد جداً إلى مركز لين، مما قد يؤدى إلى تقشير السطح. أما المولبدنوم فإنه إضافة إلى إصلاده للسطح فإنه يساعد في الحصول على مركز ذو متانة عالية .

تعامل المعدات المراد نتردتها عادة (قبل النتردة) ببعض المعاملات الحرارية لإنجازها وإعدادها للاستعمال، وتكون هذه المعاملات بالتسلسل التالى:
1- الإخماد في الزيت من درجة (850 - 930°م) ثم المراجعة في (550-700 °م) استناداً إلى التركيب الكيماوى للفولاذ والخواص المراد تحقيقها .
2- التشغيل الأولى الذي يعقبه التخمير في درجة (500°م) لمدة خمسة ساعات لغرض إزالة الجهود الناتجة من التشكيل على البارد .
3- التشغيل النهائي ثم النتردة في درجة (490 – 520 °م).
4- التشغيل النهائي ثم النتردة في درجة (490 - 520°م).
تطلى الأجزاء من المعدات التي لا يراد نتردتها بطبقة من مسحوق الطباشير النقى الأبيض وسليكات الصوديوم .
ويستخدم الجزء الجارى نتردته في أفران إلى درجة حرارة بين 900- 1000 ºف .
ويحتفظ به داخل الفرن فترة زمنية تتراوح بين 10-72 ساعة،
ولتكوين سطح مقسي بسمك 0.012 – 0.018 بوصة فإنه يلزم فترة زمنية من 35- 72 ساعة في الفرن .
يستخدم في هذه العملية النتروجين الموجود بغاز الأمونيا كعامل تقسية يحيط غاز الا
مونيا داخل الفرن بالشغلة الجارى نتردتها، فيتحد النيتروجين بالصُلب ليكون طبقة سطحية غاية في الصلابة سمكها يتراوح بين 0.005 – 0.02 بوصة .
وتختلف النتردة عن الكربنة في أنها:
- لا تحتاج لعملية (طش) للحصول على تقسية نهائية
- لا تحتاج درجات حرارة عالية مثل الكربنة
- ولهذين السببين فإن النتردة لا تسبب انهيار أو شرخ أو تغير في خصائص المعدن .
- وبسبب انخفاض درجة الحرارة فإن النتردة لا تفقد قلب الشغلة خاصية الصلادة (Toughness)

### •	النتردة الأيونية (Ionitriding)
تشابه مبادئ هذه المعاملة، والتي تسمى أحياناً بالنتردة بالبلازما، مبادئ الطلاء الأيونى، حيث تنجذب أيونات مادة الطلاء إلى سطح المعدات المراد طلاؤها. تربط المعدات المراد نتردتها أيونياً كقطب سالب في وعاء يحوى النتروجين تحت ظروف التفريغ الهوائي التام تقريباً (1 – 10ميلى بار) يتأين النتروجين تحت هذا الضغط الواطئ وبتأثير فرق جهد كهربائي مقداره (500 – 1000 فولت)، وتنطلق الأيونات باتجاه المعدات السالبة الشحنة وتخترق سطوحها بتأثير الاصطدام تتحول طاقة الأيونات الحركية إلى حرارة، بحيث أن سطح الفولاذ يسخن إلى درجة حرارة النتردة (400 - 600°م) تحاط المعدات بشكل كامل بالغاز المتأين، بحيث أن نتردة سطح الفولاذ والسمك المطلوب تحقيقه، بين عشر دقائق وثلاثين ساعة بعد انتهاء المعاملة تبرد المعدات تحت ضغط واطئ لمنع الأكسدة وتفادى التشوه تكون درجة التحكم في هذه المعاملة أفضل من معاملة النتردة الاعتيادية، كما يمكن التحكم في هذه المعاملة أفضل من معاملة النتردة الاعتيادية، كما يمكن التحكم في هذه المعاملة أفضل من معاملة النتردة الاعتيادية، كما يمكن التحكم في خواص المعدات بالتحكم في الظروف السائدة خلال المعاملة بالإمكان تحقيق صلادة قصوى على السطح بإجراء المعاملة في درجة (450°م).
وكلما ارتفعت نسبة عناصر السبك في الفولاذ كلما قل سمك الطبقة المنتردة وازدادت صلادتها، حيث أن النتريدات سوف تتكون في المناطق المجاورة للسطح مباشرة وخاصة لدى وجود الألمنيوم في الفولاذ .
يكثر استعمال النتردة الأيونية للقطع الفولاذية الكبيرة الحجم نسبياً، مثل أعمدة الدوران الخاصة بالشاحنات وعدد وقوالب التشكيل على الساخن والبارد .

### •	مزايا ومساوئ معاملة النتردة

#### 1- مزايا النتردة
1- نظراً لانعدام الحاجة إلى الإخماد السريع بعد النتردة فلا تتعرض المعدات عادة إلى التشقق أو التشوه، ويمكن إنجاز عمليات التشغيل قبل المعاملة .
2- بالإمكان تحقيق صلادة سطحية عالية جداً وتبلغ حوالى (1150) صلادة فيركز وخاصة في الفولاذ الحاوى على الألمنيوم .
3- تمتاز المعدات المنتردة بمقاومة جيدة ضد التأكل وخاصة لدى عدم صقلها .
4- مقاومة جيدة ضد فشل الكلال .
5- تحتفظ المعدات المنتردة بصلادتها لغاية (500°م) في حين أن صلادة المعدات المركبنة تنخفض عند حوالى (200°م).
6- تعتبر المعاملة اقتصادية لدى استعمال لعدد كبير من المعدات .
7- تمتاز المعاملة بالنظافة وانعدام المواد السامة والمضرة بالصحة فيما إذا ما قورنت مع معاملة السيندة .

#### 2- مساوئ النتردة
1- تكون التكاليف الأولية لأجهزة النتردة عالية نسبياً، ولا تكون المعاملة اقتصادية إذا لم تستعمل لعدد كبير من المعدات .
2- لدى تسخين السطح المنترد تسخيناً مفرطاً عن طريق الصدفة، فإن هذا السطح يفقد صلادته كلياً ولابد من إعادة نتردته، في حين أن السطح المكربن يحتاج فقط إلى إعادة المعاملة الحرارية قط وليس معاملة الكربنة إلا إذا كان التسخين مفرطاً إلى درجة تؤدى إلى إزالة الطبقة المكربنة من السطح الجدول رقم (11) يبين أنواع الفولاذ المستعملة في معاملة النتردة .

## •	الكربونتردة أو السيندة (Carbonitriding or Cyaniding)
السيندة هي معاملة لإصلاد سطح الفولاذ تتم فيها إذابة الكربون والنتروجين سوية في سطح الفولاذ، حيث يزيد النتروجين أيضاً من صلادة السطح المكربن وتجرى المعاملة عادة باستعمال وسط غازى يتكون من مزيج من ثاني أوكسيد الكربون والهيدروكربونات الذي يضاف إليه غاز الأمونيا بنسبة حوالى (3 – 8%)، وذلك بتسخين الفولاذ إلى حوالى (800 - 875°م) داخل هذا المزيج يجب التحكم في الكميات النسبية من الكربون والنتروجين بواسطة التحكم في تركيز الأمونيا ودرجة الحرارة وفي حين أن الفولاذ يجب أن يكون في طور الاوستنايت لكى يستطيع امتصاص الكربون بسرعة مناسبة فإن النتروجين يذوب في طور الفرايت بسرعة تساوى خمسة أضعاف سرعة ذوبانه في الاوستنايت، مع ذلك فإن كميات ملحوظة من النتروجين تذوب في الاوستنايت، إذا كانت درجة الحرارة تحت (900°م)، حيث أن قابلية ذوبان النتروجين في الاوستنايت تنخفض بارتفاع درجة الحرارة لتركيز معين من غاز الأمونيا .
إن وجود نسبة (0.2%) من النتروجين مع (0.8%) من الكربون في سطح الفولاذ يخفض من معدات التحول، يجب أن الإخماد في الزيت يكفى أحياناً لإصلاد السطح كما أن درجة (Ms) تنخفض أيضاً نتيجة تواجد نسبة فوق (0.4%) من النتروجين في السطح، بحيث تتواجد كميات ملحوظة من الاوستنايت المتبقى في السطح بعد الإخماد على كل حال فإن قابلية الإصلاد ومقاومة الاحتكاك الناتجة في هذه المعاملة تكون أفضل من المعاملات الأخرى بشكل عام .
وهي عملية تقسية سطحية تستخدم امتصاص الكربون والنتروجين،
تغمس الشغلة في حمام من سيانيد الصوديوم (املاح تشتمل على الكربون والنتروجين) في درجة حرارة تصل إلى 1550ºف .
-وتستغرق المعالجة بالسيندة من 30-45 دقيقة، وتؤدى إلى زيادة نسبة الكربون بحوالي 2% في سطح الشغلة مع سُمك يصل إلى 0.005 بوصة
- وتعتبر السيندة مطلوبه عند الاحتياج إلى تكوين طبقة رقيقة مقساه سمكها بين 0.001 – 0.015 بوصة في فترة زمنية قصيرة .
-وتعتبر عملية التقسية بالسيندة أسرع أشكال التقسية التي تجرى للصلب المتوسط
⇐عيوبها : خطورة أملاح السيانيد وسموميتها الشديدة 

•

## إصلاد السطح بالتسخين الموضعى
لايتغير التركيب للفولاذ لدى إجراء هذه المعاملات عليه ولكى يكتسب السطح الصلادة الكافية لابد أن يكون الفولاذ المعامل من الأنواع القابلة للإصلاد، أي ذات نسبة كربون تتراوح بين (0.35 – 0.5%) وتستعمل أيضاً أنواع الفولاذ السبائكى الواكئ السبائك والحاوى على (0.1%) كروم وأحياناً مع حوالى (0.25%) مولبدنوم و (0.5%).
تلائم هذه المعاملة بشكل خاص المعدات مثل العجلات المسننة وأعمدة الدوران، حيث الحاجة إلى إصلاد أجزاء محددة من السطح، تتحسن مقاومة الكلال في هذه المعدات نتيجة المعاملة بسبب جهود الضغط المتكونة على السطح المصلد .
وتعامل المعدات قبل إصلاد سطحها بهذه الطريقة معاملة حرارية اعتيادية بالإخماد في الماء والمراجعة أو بالتطبيع فقط، وذلك للحصول على الخواص المطلوبة في المركز ثم يتم إصلاد سطحها بتحويله إلى الاوستنايت بالتسخين الموضعى الذي يعقبه الإخماد السريع مباشرة والذي يؤدى إلى تكوين المارتنسايت على السطح لذا فإنه لا يحدث اختلاف في نسبة الكربون بين السطح والمركز، ولكن وفي حين أن المركز سوف يتكون من المارتنسايت المراجع أو الفرايت والبرلايت (حسب المعاملة الحرارية الأولية)، فإن السطح سوف يتكون من المارتنسايت .

### أساليب لإصلاد السطح بالتسخين الموضعى أهمها
1- الإصلاد بالشعلة .
2- الإصلاد بالحث الكهربائي .
3- الإصلاد في حوض من الإلكترولايت .

#### 1- الإصلاد بالشعلة
ويتضمن التسخين السريع لسطح الفولاذ فوق درجة A3)) إلى العمق أو السمك المطلوب بواسطة شعلة الأوكسى – استيلين ومن ثم الإخماد السريع بالماء وتجرى معاملة المعدات الأسطوانية الشكل بتثبيتها بين مركزي مخرطة مزودة بمشعل الأوكسى – استيلين ومعدات الرش بالماء كما يمكن إصلاد أجزاء محددة من المعدات بتسخينها موضعياً ومن ثم إخمادها بالرش بالماء إن سمك الطبقة المصلدة بهذه الطريقة يتراوح بين (5 – 10ملم) إذا أريد إصلاد سمك أكبر فلابد من الإفراط في تسخين السطح إن من أهم مزايا الإصلاد بالشعلة إضافة إلى بساطة المعاملة ، في إمكانية إصلاد أجزاء أو مساحات معينة من المسبوكات والمطروقات الفولاذية الكبيرة الحجم ، حيث أن أحجامها الكبيرة تجعل عملية إصلاد سطوحها عملية شبه مستحيلة بالأساليب الأخرى من مساوئ هذه المعاملة صعوبة التحكم في سمك الطبقة المصلدة .

#### 2- الإصلاد بالحث الكهربائى
تعتبر هذه المعاملة من أفضل معاملات إصلاد السطح بالتسخين الموضعى ، وتتمثل في التسخين السريع لسطح الفولاذ إلى العمق المطلوب بواسطة الحث الكهربائي الذي يعقبه الإخماد السريع لهذا السطح تمتاز هذه المعاملة بالإنتاجية الكبيرة وإمكانية المكننة .
يستعمل لغرض التسخين تيار كهربائي عالي التردد يؤدى إلى تكوين حقل مغناطيسى يحث على تكوين ما يسمى بتيار أيدى (Eddy Current) في الفولاذ الذي يتواجد ضمن مجال الحقل المغناطيسى ، حيث يستغل هذا التيار لتسخين سطح الفولاذ لغرض تسخين سطح المعدات الأسطوانية الشكل توضع هذه داخل ملف نحاسى يمرر خلاله تيار متردد يسبب حقلاً مغناطيسياً متردداً يخترق الفولاذ مكوناً (تيار أيدى) يكون انتشار وتوزيع هذا التيار في الفولاذ قيد المعاملة غير متجانس حيث أنه يكون في حده الأقصى على السطح ويبدأ بالانخفاض باتجاه مركز القطعة كما يتضح من الشكل رقم (31) يؤدى ذلك إلى تسخين سطح الفولاذ بسرعة كبيرة إلى درجة حرارة عالية في حين أن المركز يبقى بارداً أو يسخن بشكل طفيف وبتأثير التوصيل الحرارى فحسب بعد تحقيق ذلك يتم إخماد القطعة سريعاً بالرش بالماء الجدول رقم (2) يبين العلاقة بين التيار المستعمل وسمك الطبقة الممكن إصلادها بتأثير هذا التردد .
| تردد التيار (هيرتز) | سمك الطبقة المصلدة (ملم) |
| ------------------- | ------------------------ |
| 1000                | 8.9 – 4.5                |
| 3000                | 5.1 – 3.8                |
| 10000               | 3.8 – 2.5                |
| 120000              | 2.5 – 1.5                |
| 500000              | 2.0 – 1.0                |
| 1000000             | 0.76 – 0.25              |

#### 3- الإصلاد في حوض من الإلكترولايت
يستند تسخين المعدات الفولاذية في حوض الإلكترولايت على ظاهرة فيزياوية تعرف (بتأثير القطب السالب) لدى إمرار تيار كهربائي مباشر ذو جهد عال (200 – 220 فولت) وكثافة تيار عالية نسبياً (3 – 4 أمبير / سم2) خلال حوض يحوى محلولاً إلكتروليتياً (موصلاً للتيار / الكهربائي) من كربونات الصوديوم بنسبة (5-10 %)، تتكون طبقة رقيقة من فقاعات الهيدروجين على القطب السالب ، كما يتضح من الشكل رقم (32) ونظراً لانخفاض التوصيل الكهربائي لفقاعات الهيدروجين تزداد المقاومة ضد مرور التيار الكهربائي في القطب السالب فترتفع درجة حرارته إلى درجة عالية جداً تبلغ (2000°م).
يتم إصلاد سطح معدات الفولاذية بربطها بالقطب السالب لمولد التيار الكهربائي المباشر ، ومن ثم تغمر المعدات في حوض الإلكترولايت حيث تتحول هي إلى قطب سالب بالإمكان غمر المعدات في الحوض إلى العمق المراد إصلاده فقط دون الأجزاء الأخرى يحدث التسخين بسرعة عالية لا تتجاوز عدة ثوان ، ولدى الحصول على الدرجة المطلوبة يتم إيقاف المولد الكهربائي وتترك المعدات لتبريد في الإلكترولايت ، الذي ترتفع درجة حرارته جداً بسبب مرور التيار فيه لذا فإن حوض الإلكترولايت يقوم هنا مقام فرن التسخين ووعاء الإخماد في نفس الوقت بالإمكان مكننة المعاملة كاملة ، بحيث أنها تلائم الإنتاجية الكبيرة.

## طلاءات الفوسفات
الطلاء بالفوسفات هي عمليات التحويل الكيميائية على سطح معدني لإنتاج رقيقة مركب من الفوسفات. يمكن أن تكون بلورات فوسفات تشكلها على أسطح المواد يكون الحديد والزنك والمنغنيز والفوسفات. من بين هذه الفوسفات فوسفات المنغنيز هو أكثر ملاءمة للتطبيقات المستخدمة وتطبق عادة الطلاء الفوسفات على الصلب الكربوني وسبائك الصلب المنخفض، والحديد الزهر. كما يمكن تطبيقها على الزنك والكادميوم والقصدير والألمنيوم. عمليات الفوسفات يصعب تطبيقها على السبائك عالية لهذه السبائك لتجنب حامض الفوسفوريك. الطلاء بالفوسفات هي واحدة من الطلاء غير معدنية مفيدة للغاية.
طلاء الكروم: الكرومات الطلاء، على غرار الطلاء فوسفات، هي عمليات التحويل الكيميائية. لكن تكون الطلاء كرومات من رد الفعل من تحليل المياه من حامض الكروم وأملاح الكروم. ويمكن تطبيق الطلاء على الألومنيوم والزنك والكادميوم، والمغنيسيوم. ويكون الطلاء عادة جيد لمقاومة التآكل الجوي. وطلاء كرومات تستخدم على نطاق واسع في حماية المنتجات المنزلية الشائعة، مثل البراغي، المفصلات، وعناصر الأجهزة
'
هو عملية كهروكيميائية التي تتم من خلال ترسيب معدن على ركيزة بواسطة تمرير تيارمن خلال حوض.
عادة هناك الأنود (القطب موجبة)، والذي هو مصدر للمواد التي تودع، والكيمياء الكهربائية هي الوسيلة التي يتم تبادل الأيونات المعدنية وتحويلها إلى ركيزة لتكون مغلفة، والقطب السالب الذي هو الركيزة (قطب سالبة الشحنة) لتكون مغلفة.
ويتم طلاء في حوض الطلاء الذي عادة ما يكون خزان غير معدني (البلاستيك عادة). يتم تعبئة خزان بالمحلول الكهربي 
يتم توصيل القطب الموجب إلى الطرف الموجب من التيار الكهربائي. القطب الموجب عادة ما يكون هذا المعدن المطلي (على افتراض أن هذا المعدن الذي يتاكل في المحلول الكهربي). لتسهيل العملية، وهذا المعدن هو في شكل شذرات ووضعها في سلة معدنية خاملة مصنوعة من معدن غير قايل للتآكل (مثل التيتانيوم أو الفولاذ المقاوم للصدأ).
القطب السالب هي الشغلة، الركيزة التي مطلية. يرتبط هذا إلى السالب للإمدادات الطاقة. وينظم كذلك إمدادات الطاقة لتقليل تموجات وكذلك لتقديم الحالي ثابت يمكن التنبؤ به، تحت الأحمال المختلفة مثل تلك التي وجدت في خزانات الطلاء.
كما يتم تطبيق الحالي، تنجذب ايونات المعادن إيجابية من حل لالكاثود سلبا تهمة وديعة على الكاثود. كما التجديد لهذه الأيونات المودعة، يذوب هذا المعدن من الأنود ويذهب إلى حل، ويوازن بين احتمال الأيونية.
في حالة المواد مثل الذهب، القطب الموجب ليست الأضاحي (الذهب لا تذوب بسهولة!)، ولكن يتم ذلك من المواد التي لا تذوب في المحلول الكهربي ، مثل التيتانيوم. الذهب المودعة يخرج من المحلول. تصفيح هو رد فعل الأكسدة والاختزال، مادة واحدة حيث يتخلى الإلكترونات (يحصل المؤكسد) وغيرها من المواد مكاسب الإلكترونات (تحصل على تخفيض). القطب الموجب هو القطب الذي تحدث أكسدة، والكاثود هو القطب الذي يحدث انخفاض.
Carbonitriding

## عملية Carbonitriding
هو الأكثر ملاءمة لمنخفض الكربون وسبائك الفولاذ منخفضة الكربون. في هذه العملية، وتنتشر على حد سواء الكربون والنيتروجين إلى السطح. يتم تسخين الأجزاء في جو من النفط والغاز (مثل غاز الميثان أو البروبان) مختلطة مع الأمونيا (NH3). هذه العملية هي مزيج من Carburizing ونيترة.

## الكربنة
ينطوي على درجات حرارة عالية (حوالي 900 درجة مئوية، 1652 درجة فهرنهايت)، والنيترة ينطوي على درجة حرارة أقل من ذلك بكثير (حوالي 600 درجة مئوية، 1112 درجة فهرنهايت). وتتم الكربنة عند درجة حرارة 760-870 درجة مئوية (1400-1598 درجة فهرنهايت)، والذي هو أعلى من درجة حرارة التحول من الصلب الذي هو منطقة الأوستينيت وجه محورها.

## النيترة
هو عملية نزع فتيل النيتروجين على سطح صلب. ويشكل النيتروجين نيتريدات مع عناصر مثل الألومنيوم، الكروم، الموليبدينوم، والفاناديوم. أجزاء وحرارة المعاملة وخفف من قبل نيترة. ثم يتم تنظيف قطع الغيار وتسخينها في فرن في جو من الأمونيا فصلها (التي تحتوي على N وH) لمدة 10 إلى 40 ساعة في 500-625 درجة مئوية (932-1157 درجة فهرنهايت). ينشر النيتروجين في سبائك الصلب نيتريد والأشكال، ويذهب إلى عمق تصل 0,65 ملم (0.025 بوصة). حالة صعبة جدا والتشويه منخفضة. لم يكن يحتاج إلى مزيد من المعالجة الحرارية، في الواقع، مزيد من المعالجة الحرارية يمكن القضاء في القضية الصعبة. منذ الحال رقيقة، لا ينصح سطح طحن. وهذا يمكن أن يحد من استعمال نيترة إلى الأسطح التي تتطلب الانتهاء من سلس جدا.
تطفئ بعد ذلك في الغاز الطبيعي (الأوكسجين الحرة) الغلاف الجوي. هذا هو تبريد أقل حدة من الماء أو الزيت، وبالتالي تشويه أقل. لكن هذه العملية ليست مناسبة لأجزاء عالية الدقة بسبب التشوهات التي هي متأصلة. صلابة تحقيق مشابه لعملية الكربنة (60-65 RC) ولكن ليس مرتفعا كما النيترة (70 RC). عمق القضية هو 0,1 حتي 0,75 ملم 0.030الي (0.004)بوصة. Martensite. (حالة غنية نيتريدات وكذلهدأ هو ضروري للحد من الهشاشة .ك: الكربنة معبأة أجزاء في وسط الكربون عالية مثل مسحوق الكربون أو حلاقات الحديد الزهر وتسخينها في فرن لمدة 12 إلى 72 ساعة عند 900 درجة مئوية (1652 درجة فهرنهايت). عند هذه الدرجة غاز ثاني أكسيد الكربون الذي ينتج هو عامل قوي الحد. رد الفعل تخفيض يحدث على سطح الكربون الصلب الإفراج، والتي تنتشر بعد ذلك إلى السطح نتيجة لارتفاع في درجة الحرارة. عندما يتم امتصاص الكربون ما يكفي من داخل الجزء (على أساس الخبرة والحسابات النظرية على أساس نظرية نشر)، تتم إزالة أجزاء، ويمكن أن تخضع لأساليب تصلب طبيعي.
من الكربون على السطح هو 0.7٪ إلى 1.2٪ تبعا للظروف العملية. صلابة تحقيقه هو 60-65 RC. عمق حالة تتراوح بين حوالي 0.1 ملم (0.004 بوصة) تصل 1.5 ملم (0.060 بوصة). بعض المشاكل مع الكربنة حزمة هو أن العملية من الصعب السيطرة عليها بقدر ما تشعر بالقلق انتظام درجة الحرارة، والتدفئة غير فعالة.
Carburizing===
هو عملية إضافة الكربون إلى السطح. يتم ذلك عن طريق تعريض جزء منه إلى جو غني بالكربون في درجة حرارة عالية، وتتيح نشر لنقل ذرات الكربون في الصلب. تتم هذه العملية في حالة الصلب منخفض محتوى علي الكربون، وذلك لأن يعمل على نشر والفرق من حيث المبدأ الاعتقال. إذا، على سبيل المثال من الصلب كان ارتفاع محتوى الكربون لتبدأ، ويسخن في فرن خالية من الكربون، مثل الهواء، فإن الكربون تميل إلى نزع فتيل من الصلب مما أدى إلى Decarburization.
Carburizing معبأة أجزاء في وسط الكربون عالية مثل مسحوق الكربون أو حلاقات الحديد الزهر وتسخينها في فرن لمدة 12 إلى 72 ساعة عند 900 درجة مئوية (1652 درجة فهرنهايت). عند هذه الدرجة غاز ثاني أكسيد الكربون الذي ينتج هو عامل قوي الحد. رد الفعل تخفيض يحدث على سطح الكربون الصلب الإفراج، والتي تنتشر بعد ذلك إلى السطح نتيجة لارتفاع في درجة الحرارة. عندما يتم امتصاص الكربون ما يكفي من داخل الجزء (على أساس الخبرة والحسابات النظرية على أساس نظرية نشر)، تتم إزالة أجزاء، ويمكن أن تخضع لأساليب تصلب طبيعي.
من الكربون على السطح هو 0.7٪ إلى 1.2٪ تبعا للظروف العملية. صلابة تحقيقه هو 60-65 RC. عمق حالة تتراوح بين حوالي 0.1 ملم (0.004 بوصة) تصل 1.5 ملم (0.060 بوصة). بعض المشاكل مع carburizing حزمة هو أن العملية من الصعب السيطرة عليها بقدر ما تشعر بالقلق انتظام درجة الحرارة، والتدفئة غير فعالة.
Carburizing==
الغاز: الغاز Carburizing هو المفهوم نفسه كما حزمة carburizing، إلا أن يتم تزويد غاز أول أكسيد الكربون (CO) إلى فرن ساخن وردود الفعل الحد من ترسب الكربون يجري على السطح من جزء. هذه العمليات يتغلب على معظم المشاكل من carburizing حزمة. نشر درجة الحرارة جيدة كما أنه يمكن أن يكون مع فرن. القلق الوحيد هو بأمان تحتوي على غاز ثاني أكسيد الكربون. وثمة تباين carburizing الغاز عند مقطر الكحول في الفرن ويتطاير لتقديم رد فعل لخفض ترسب الكربون.Carburizing السائل: يتم غمر أجزاء من الصلب في حوض الكربون المنصهر الغنية. في الماضي، والأحواض مثل هذه السيانيد (CN) باعتبارها العنصر الرئيسي. ومع ذلك، فقد أدت مخاوف تتعلق بالسلامة إلى غير سامة الأحواض أن تحقيق مرجع نص الصفحة.[1]
Carburizing السائل: يتم غمر أجزاء من الصلب في حوض الكربون المنصهر الغنية. في الماضي، والأحواض مثل هذه السيانيد (CN) باعتبارها العنصر الرئيسي. ومع ذلك، فقد أدت مخاوف تتعلق بالسلامة إلى غير سامة الأحواض أن تحقيق
مرجع	www.nstcenter.com/SurfaceTreatment
نص الصفحة.